# Barthélemy Charles Joseph Dumortier

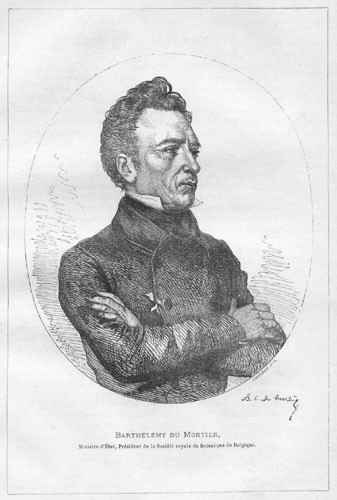

Barthélemy Charles Joseph Dumortier (tiếng Pháp: [baʁtelemi ʃaʁl ʒozɛf dymɔʁtje]; 3 tháng 4 năm 1797 – 9 tháng 7 năm 1878) là một nhà thực vật học và chính khách Bỉ, là người đầu tiên phát hiện ra sự tồn tại của hiện tượng phân bào.

## Tiểu sử
Barthélemy Dumortier là con trai của thương gia và ủy viên hội đồng thành phố Barthélemy-François Dumortier và Mariue-Jeanne Willaumez. Ông kết hôn với Ruteau của Philippines và họ có một con trai, Barthélemy-Noël Dumortier (1830-1915).

## Tác phẩm (chọn lọc)
- Dumortier, Barthélemy-Charles (1873). Opuscules de botanique 1862-1873. Brussels: G. Mayolez.
- Dumortier, Barthélemy-Charles (1829). Analyse des familles des plantes: avec l'indication des principaux genres qui s'y rattachent (bằng tiếng Pháp). Tournay: Casterman. Truy cập ngày 16 tháng 1 năm 2016.
- Commentationes botanicae. Observations botaniques (imprimerie de C. Casterman-Dieu, Tournay, 1823).
- Observations sur les graminées de la flore de Belgique (J. Casterman aîné, Tournay, 1823).
- Lettres sur le manifeste du Roi et les griefs de la nation, par Belgicus (J. Casterman aîné, Tournay, 1830).
- Sylloge Jungermannidearum Europae indigenarum, earum genera et species systematice complectens (J. Casterman aîné, Tournay, 1830).
- Recherches sur la structure comparée et le développement des animaux et des végétaux (M. Hayez, Bruxelles, 1832).
- Essai carpographique présentant une nouvelle classification des fruits (M. Hayez, Bruxelles, 1835).
- La Belgique et les vingt-quatre articles (Société nationale, Bruxelles, 1838).
- Observations complémentaires sur le partage des dettes des Pays-Bas (Société nationale, Bruxelles, 1838).
- Dumortier, Barthélemy Charles Joseph (1827). Florula Belgica, operis majoris prodromus (bằng tiếng La-tinh). Tornaci nerviorum: J. Casterman.